# Буянов, Иван Андреевич
Ива́н Андре́евич Буя́нов (1897—1965) — деятель колхозного движения, председатель колхоза имени Владимира Ильича, Московская область, дважды Герой Социалистического Труда (1950, 1957).

## Биография
Родился 28 марта (9 апреля) 1897 года в селе Горки Ленинского района Московской области.
В 1929 году в числе 25-тысячников был направлен на сельскохозяйственную работу и избран председателем колхоза имени Владимира Ильича в селе Горки Ленинского района Московской области. Под руководством И. А. Буянова (с 1929 по 1963 год) колхоз стал одним из передовых в стране.
Член КПСС с 1931 года. Депутат Верховного Совета СССР 5—6-го созывов. Делегат XXI и XXII съездов КПСС.
Умер 12 декабря 1965 там же, где и родился.
Преемником Ивана Андреевича на посту председателя колхоза стал Иван Иванович Кухарь, также дважды Герой Социалистического Труда.

## Награды
- Дважды Герой Социалистического Труда:
  - 18.09.1950 — за высокие показатели в животноводстве,
  - 30.01.1957 — за высокие показатели в животноводстве.
- Награждён орденом Ленина, орденом «Знак Почёта» и медалями.

## Память
- Автор книг «Колхоз под Москвой» (1956), «Тебе, жизнь» (1965).
- Принимал участие в документальном фильме «На Всесоюзной сельскохозяйственной выставке», (1955) студия ЦСДФ (РЦСДФ).[3]
- Бронзовый бюст Буянова тожественно открыт в Горках Ленинских 6 июля 1963 года[4]. Автор бюста — скульптор академик Лев Ефимович Кербель, который также является автором памятника В. И. Ленину[5]. Оба памятника стоят возле колхозного Дома культуры.